# Кожушки (Житомирская область)
Кожушки (укр. Кожушки) — село на Украине, находится в Звягельском районе Житомирской области.
Население по переписи 2001 года составляет 286 человек. Почтовый индекс — 11790. Телефонный код — 4141. Занимает площадь 0,821 км².

## Персоналии
- Банцер, Елизавета Яковлевна (род.1929) — звеньевая колхоза «Заря коммунизма» Новоград-Волынского района Житомирской области. Герой Социалистического Труда.

## Адрес местного совета
11762, Житомирская обл., Звягельский р-н, с. Ярунь, ул. Мира, 13